# Robert Gonera
Robert Tomasz Gonera (ur. 1 lutego 1969 w Sycowie) – polski aktor teatralny i filmowy.

## Życiorys

### Wczesne lata
Urodził się w Sycowie. Wychowywał się w Twardogórze, gdzie regularnie odwiedzał kino, które w 1994 reaktywował wraz z braćmi. Uczęszczał do Liceum Ogólnokształcącego im. Juliusza Słowackiego w Oleśnicy, gdzie zdobywał pierwsze aktorskie szlify w amatorskim teatrze i kabarecie Salon Satyryczny Struś. Był autorem spektaklu, który zdobył wyróżnienie na przeglądzie kabaretów we wrocławskim Młodzieżowym Domu Kultury. Maturę zdał w wieku 18 lat, ponieważ poszedł do szkoły rok wcześniej. W 1991 ukończył wrocławską filię PWST w Krakowie, w której później prowadził zajęcia warsztatowe.

### Kariera
W 1990 zadebiutował w roli Motła Kamzoila w klasycznym musicalu Skrzypek na dachu Jerry’ego Bocka, w reżyserii Jana Szurmieja na scenie Operetki Wrocławskiej, z którą był związany w latach 1991–1992. Występował w teatrach wrocławskich: Teatrze Polskim (1992–1999), Teatrze Piosenki (2005) oraz w legnickim Teatrze im. Heleny Modrzejewskiej (2001–2004).
Jego udział w komedii Krzysztofa Krauzego Nowy Jork, czwarta rano (1988) ograniczył się do siedzenia na ławce na dworcu PKP w Bystrzycy Kłodzkiej. Jego pierwszą rolą ekranową był Jacek „Hefajstos” Zybiga w dramacie psychologicznym Radosława Piwowarskiego Marcowe migdały (1989). Następnie zagrał postać Mariusza w filmie Teresy Kotlarczyk Zakład (1990). W dramacie Feliksa Falka Samowolka (1993) wcielił się w szeregowego Roberta Kowalskiego. Wystąpił w teledysku do utworu zespołu Myslovitz „Długość dźwięku samotności” (1999). Za kreację biznesmena Adama Boreckiego w dramacie kryminalnym Krzysztofa Krauzego Dług (1999) otrzymał Polską Nagrodą Filmową Orła. W serialu M jak miłość (2000–2006 oraz ponownie od 2023) występuje jako Jacek Milecki.
W latach 2008–2009 wraz z Katarzyną Glinką prowadził polską edycję teleturnieju Fort Boyard.

## Życie prywatne
W latach 1990–1994 był mężem koleżanki ze studiów, aktorki Jolanty Fraszyńskiej, z którą ma córkę Nastazję (ur. 1990). W 2001 w Klubie Związków Twórczych we Wrocławiu poznał Karolinę Wolską, którą poślubił w 2003. Mają dwóch synów – Teodora Józefa (ur. 2004) i Leonarda (ur. 2008). W kwietniu 2012 rozwiedli się.

## Filmografia
- 1989: Marcowe migdały – Jacek Zybiga „Hefajstos”
- 1990: Zakład – Mariusz
- 1991: Trzy dni bez wyroku – „Bart”
- 1991: Kobieta na wojnie – Niemiec przyjmujący odbiorniki radiowe
- 1992: Aby do świtu... – Gruzin Koba (odc. 18)
- 1993: Obcy musi fruwać – polski skin w pociągu
- 1993: Pora na czarownice – kierowca żuka
- 1993: Samowolka – Robert Kowalski
- 1993: Wow (odc. 6)
- 1996: Gry uliczne – operator Witek
- 1996: Tajemnica Sagali – Gellin (odc. 10 i 11)
- 1997: Lata i dni – Wojtek
- 1997: Królowa złodziei – La Fleur
- 1998: Małżowina – gość
- 1998: Złotopolscy – Filip Marczuk, narzeczony Agaty (odc. 74, 75 i 78)
- 1998–1999: Życie jak poker – masażysta Wojtek
- 1999: Dług – Adam Borecki
- 1999: Policjanci – Czepel (odc. 1 i 10)
- 1999: Zabij ich wszystkich – Janusz
- 2000–2006, od 2023: M jak miłość – Jacek Milecki (odc. 1-397 od 1758)
- 2000: Nie ma zmiłuj – salesman Robert
- 2000: Sezon na leszcza – Stefan „Facet”
- 2000: Strefa ciszy – „Dziki”
- 2000−2007: Świat według Kiepskich – agent Polder (odc. 74) / on sam (odc. 148) / ksiądz Marek (odc. 278)
- 2001: Głośniej od bomb – Andrzej
- 2001: Marszałek Piłsudski – porucznik Dereń (odc. 6)
- 2001: Przedwiośnie – komisarz bolszewicki
- 2002: Przedwiośnie (serial) – komisarz bolszewicki
- 2002: Arche. Czyste zło – Robert „Goni”
- 2002: Dwie miłości – fotografik Marek Nowicki
- 2003–2004: Glina – nadkomisarz Jerzy Pawlak (odc. 1-5)
- 2004: Krew z nosa – Sauron Rzeźnik
- 2004: Panienki – Benedykt „Benek” Mulak
- 2005: Droga Molly – policjant
- 2005: Homo Father – Karol Adamowicz
- 2005: Wieża – Bartek
- 2006: Jan Paweł II – Tadeusz
- 2006: Bezmiar sprawiedliwości – sędzia Wadecki
- 2006: Bezmiar sprawiedliwości (serial) – sędzia Wadecki
- 2006: Dublerzy – Maks Wrona
- 2006: Dublerzy (serial) – Maks Wrona
- 2006: Oficerowie – Pierre „Kanibal” Deville
- 2006: Palimpsest – Tomek Marmielewski
- 2007: Świat według Kiepskich – ksiądz Marek (odc. 278)
- 2007: Determinator – Piotr Skotnicki
- 2009: Rajskie klimaty – Dawid
- 2009: Złoty środek – Jarek Pokrzywa
- 2010: Nowa – Wiktor Kowal (odc. 1)
- 2010–2011: Licencja na wychowanie – Roman, brat Ryszarda
- 2010–2011: Pierwsza miłość – zakonnik Tomasz
- 2011: Wyjazd integracyjny – Ritchie
- 2011: Wygrany – ksiądz Andrzej
- 2011: Daas – Piasecki
- 2011: Czas honoru – major Dykow
- 2011–2012: Przepis na życie – Robert Jad, dziennikarz-krytyk kulinarny
- 2012: Big Love – jako Adam Jasny
- 2012: Hotel 52 – jako Hubert Perski (odc. 78)
- 2013: Ojciec Mateusz – jako Wiktor Banach (odc. 110)
- 2013: Prawo Agaty – jako Czerwiński, ojciec Ani (odc. 40)
- 2013: Dom na końcu drogi – mąż
- 2014: Komisarz Alex – jako Ernest Barski (odc. 64)
- 2014: Na dobre i na złe – jako Sławek Solski (odc. 553)
- 2014: Lekarze – jako Maciej Małecki (odc. 61)
- 2015: Słaba płeć? – „wampir”
- 2015: Telefon 110 – inspektor Karol Pawlak
- 2015: Nie rób scen – jako Szymon (odc. 4)
- 2016: O mnie się nie martw – Borys Górski (odc. 57)
- 2016: Bodo – Edward Vorthell, wspólnik Teodora Junoda (odc. 1 i 4)
- 2016: Belfer – Bogdan Walewski, ojciec Asi (odc. 1, 2, 5, 6, 7 i 9)
- 2016: Autor Solaris – Gról Zbawnucy
- 2017: Wyklęci przez komunistów Żołnierze Niezłomni – sędzia
- 2017: W rytmie serca – Tadeusz, policjant, ojciec Natalii, nastoletniej aktorki grającej w filmie reżyserowanym przez Oskara Konarskiego (odc. 3)
- 2017: DJ – Dominic
- 2017: Belle Epoque – antykwariusz Wincenty Mrozowski (odc. 1, 3, 4, 5, 7, 8, 9 i 10)
- 2018: Studniówk@ – Ryszard, ojciec Bianki
- 2018: Lato – ojciec Katarzyny
- 2018: Korona królów – jako biskup Jan Grot
- 2018: Człowiek, który zatrzymał Rosję – Józef Piłsudski
- 2018: Na Wspólnej – Wiktor Strzelecki
- 2019: Komisarz Alex – Aleksander Wojnicz (odc. 158)

- 2022: Filip – ojciec Filipa[12]
- 2022: Komisarz Mama – Tymon Majchrzak (odc. 36)

### Polski dubbing
- 1999: Muppety z kosmosu – Rico
- 2008: Alone in the Dark – Edward Carnby
- 2015: Jak uratować mamę – kapitan piratów

## Nagrody
- 1994: Nagroda Plastyków Wrocławskich
- 1999: Najnowsze Kino Polskie – najlepsza rola męska za Dług
- 1999: Polska Nagroda Filmowa Orzeł – najlepsza rola męska za Dług
- 2003: Dolnośląski Brylant Roku – osobowość twórcza